# Wang Shang

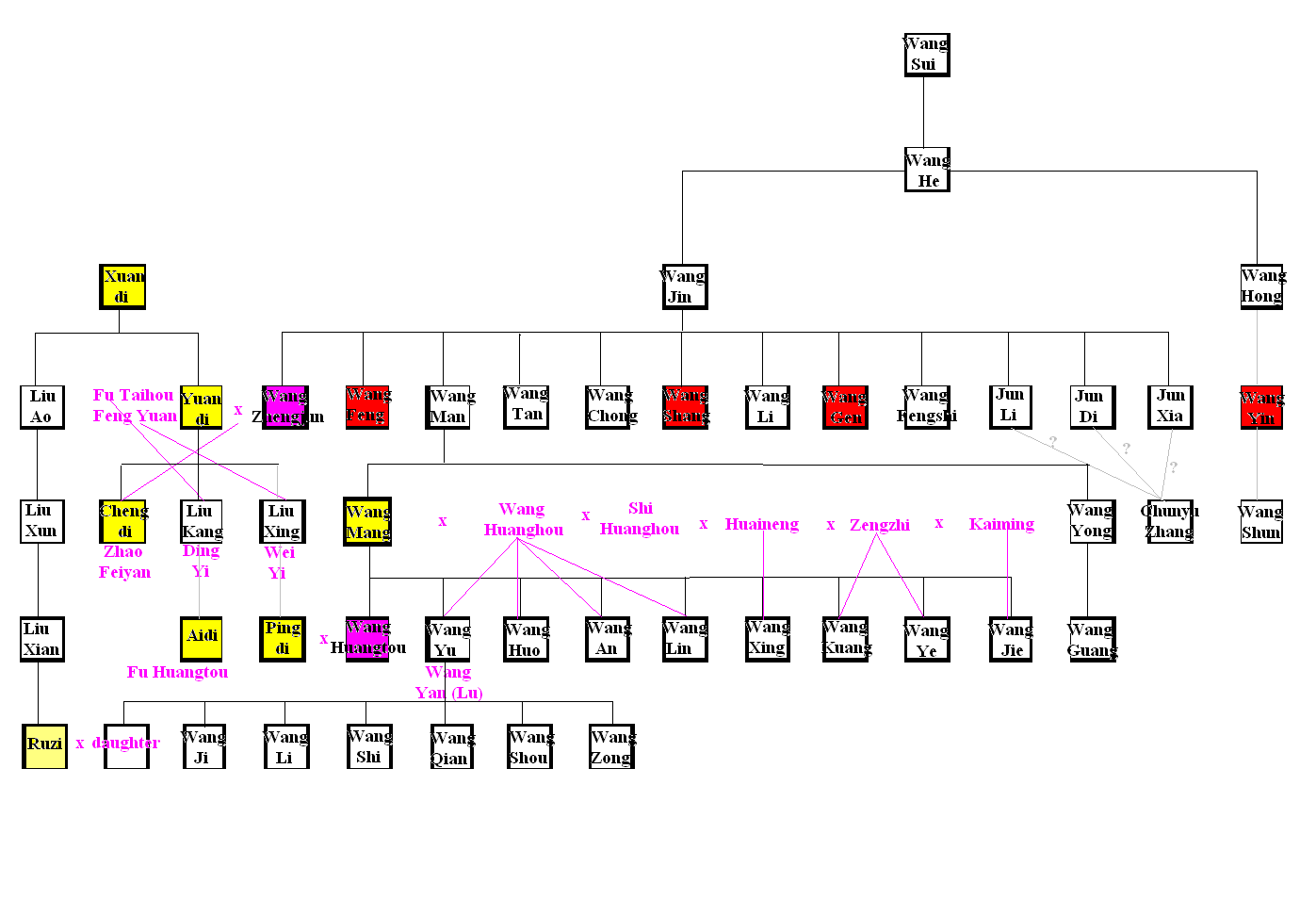
Stamboom van de familie Wang

Wang Shang (†12 v.Chr.) was een hoge Chinese functionaris uit de eerste eeuw v.Chr. en tussen 15 en 12 v.Chr. opperbevelhebber (Da Sima, 大司馬), de op dat moment belangrijkste functie in het keizerrijk.

## Biografie
Hij behoorde tot de familie van keizer Wang Mang. Hij was de vijfde zoon van Wang Jin en oom van zowel keizer Cheng als van Wang Mang. Met steun van zijn halfzus, keizerin-weduwe Wang Zhengjun werd hij in 32 vrijwel onmiddellijk na de troonsbestijging van haar zoon, keizer Chen tegelijk met vier andere (half)broers (Wang Tan, Wang Li, Wang Gen en Wang Fengshi) in de adelstand verheven. Zij stonden bekend als de 'vijf markiezen' (五侯, wu hou). In 27 ontving hij de titel  'markies van Chengdu' (Chengdu hou, 成都侯), met de bijbehorende landgoederen.
In 16, na de dood van zijn halfbroer Wang Tan, werd Wang Shang verantwoordelijk gemaakt voor de bewaking van de stadspoorten, met de rang van generaal. In het daaropvolgend jaar volgde hij zijn neef Wang Yin op als opperbevelhebber, de op dat moment belangrijkste functie in het keizerrijk. Hij bleef dat tot zijn dood in 12, toen hij werd opgevolgd door zijn halfbroer Wang Gen.
Volgens Hanshu hadden Wang Shang, net als zijn broers Wang Li en Wang Gen een luxe, verkwistende levensstijl. Toen keizer Cheng tijdens een van zijn nachtelijke (plezier)tochten ontdekte dat Wang Shang een gat in de stadsmuur had laten maken om zo ongezien aan zijn gerief te kunnen komen, wekte dat zijn woede op. De keizer bleek echter machteloos te staan tegenover de familie Wang, hij was niet in staat daadwerkelijk tegen hen op te treden. Mogelijk had een algemeen decreet uit 13 v.Chr. ter beperking van buitensporige luxe te maken met de extravagante levensstijl van leden van de familie Wang.
Zijn jongere zoon Wang Yi (†23 na Chr.) wordt beschouwd als een van de trouwste aanhangers van de latere keizer Wang Mang.